# Роман Лакапин (сын Христофора)
Роман Лакапин (греч. Ρωμανὸς Λακαπηνός; приблизительно 920 — после 927 года) — император Византии с 924 года, формальный соправитель своего отца Христофора и деда Романа.

## Биография
Роман Лакапин был предположительно старшим сыном Христофора Лакапина и его жены Софии. Его дед, император Роман I Лакапин, 25 декабря 924 года провозгласил его своим соправителем наряду со своими сыновьями Стефаном и Константином (Христофор входил в состав императорской коллегии с 921 года). На тот момент Роман-младший был ещё ребёнком. Предположительно он умер вскоре после этого. Во всяком случае, после 927 года юный император уже не упоминается в документах.